# Galli

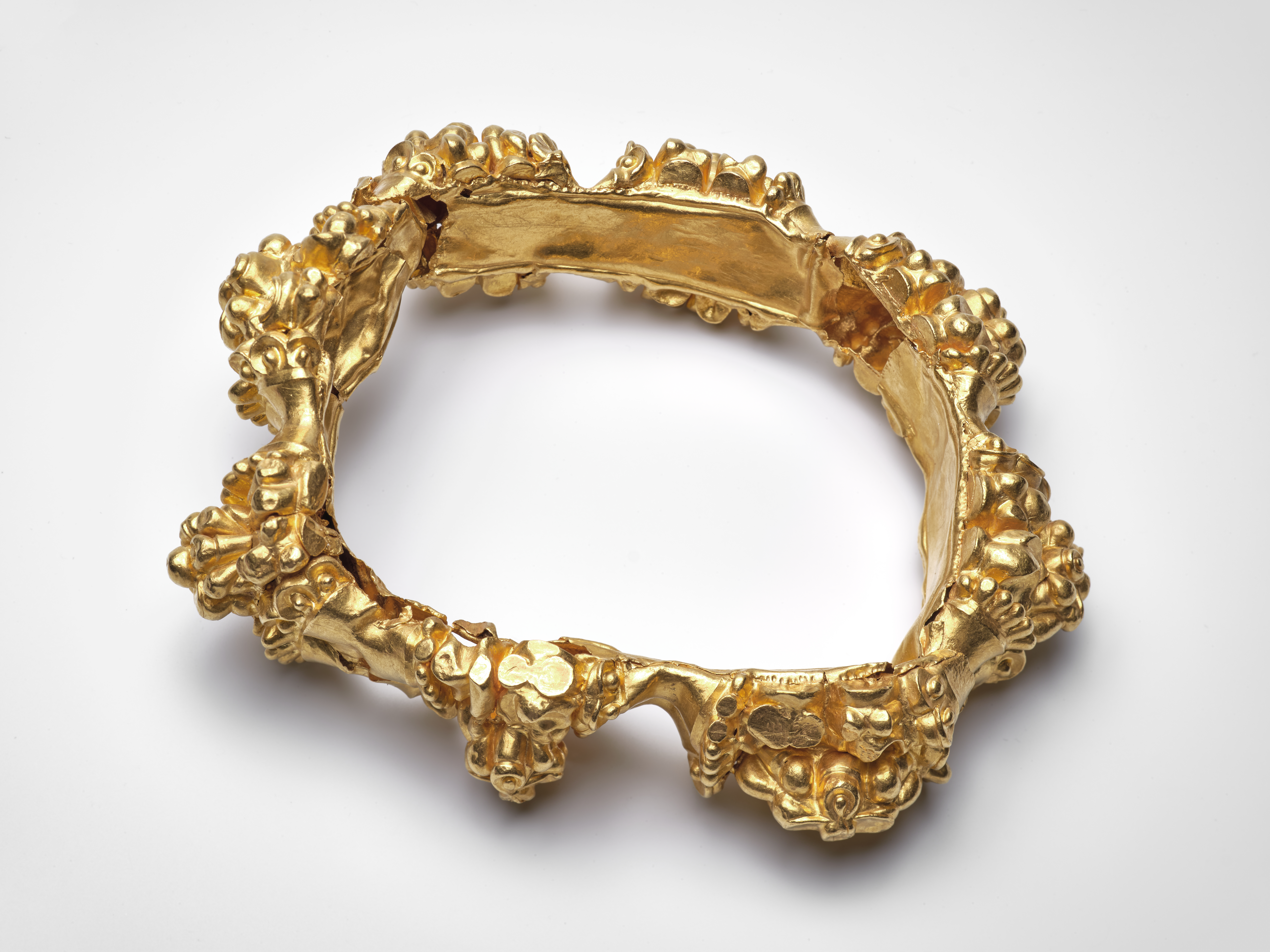
Torque celtica in oro del Museo di Saint-Raymond.

Galli (in latino: Galli; in greco antico: Γαλάται, Galátai) era il termine utilizzato dai Romani per indicare un insieme di popolazioni di cultura celtica, abitanti gran parte dell'Europa continentale durante l'età del ferro. L'area originariamente da loro abitata era chiamata Gallia, territorio che includeva le odierne aree di Francia, Belgio, Paesi Bassi, Svizzera e Italia settentrionale. La cultura gallica faceva parte dell'insieme delle culture celtiche, diffuse in gran parte dell'Europa, e la lingua gallica apparteneva alla famiglia delle lingue celtiche, costituendone il membro principale nel ramo continentale.
I Galli emersero all'incirca nel V secolo dalla cultura di La Tène e originariamente abitavano l'area compresa tra la Senna, il medio Reno, e l'alto Elba. A partire dal IV secolo si espansero nell'attuale Francia, Belgio, Paesi Bassi, Italia settentrionale, Svizzera, Germania centrale e meridionale, Austria, Repubblica Ceca e Slovacchia, grazie al controllo delle vie commerciali lungo i bacini dei fiumi Rodano, Senna, Reno e Danubio. Successivamente si espansero in Galizia, nei Balcani, in Transilvania e in Galazia (nell'Anatolia centrale).
La Gallia non fu mai unita sotto un unico capo o stato; i Galli erano politicamente divisi in molte tribù e confederazioni indipendenti: erano entità politiche più o meno definite e che parlavano diversi dialetti della stessa lingua, come ad esempio il galato e il norico. Pensavano di discendere dallo stesso ceppo ed erano consapevoli delle somiglianze che li univano. A questi legami, reali o mitici, che talvolta si traducevano in obblighi di solidarietà, di asilo, o di sostegno militare, si aggiungevano regolarmente alleanze di circostanza. A causa di queste alleanze ed equilibri geopolitici, alcune tribù galliche minori erano sottoposte ad altre tribù più potenti, e insieme formavano grandi confederazioni come quelle degli Arverni e degli Edui. La maggior parte di questi popoli aveva una capitale, politica o religiosa, a cui facevano capo diverse comunità secondarie rurali, dai Romani chiamati pagi, sparse nella campagna circondante. Il territorio di queste divisioni territoriali corrispondeva a quello delle successive civitates, che sorgeranno durante la dominazione romana, e a entità territoriali ancora esistenti, come ad esempio le moderne diocesi della Francia. Il massimo splendore della cultura gallica venne raggiunto all'inizio del III secolo a.C.
A seguito della prima guerra punica, la potenza in ascesa della Roma repubblicana iniziò a contrastare la sfera d'influenza dei Galli. La battaglia di Talamone del 225 a.C. fu l'inizio di un graduale declino della potenza gallica nel II secolo a.C. e durante questo secolo vennero definitivamente inglobati nello stato romano sia i Galli dell'Italia settentrionale, detti anche cisalpini, nella provincia della Gallia Cisalpina, sia quelli di gran parte dell'attuale Mezzogiorno francese nella provincia della Gallia Narbonense, quest'ultima talmente romanizzata ed economicamente importante in Gallia da essere "la provincia" per antonomasia (e Provenza deriva dal latino provincia). Le popolazioni galliche rimaste indipendenti vennero sottomesse a Roma a metà del I secolo a.C., a seguito di una serie di campagne condotte da Giulio Cesare e narrate nel De bello Gallico. Tali campagne, protrattesi per sette anni, furono lunghe e sanguinose, costellate da episodi di eroismo da entrambe le parti e contraddistinte dalla tenace resistenza opposta dai Galli ai propri avversari, soprattutto quando, sotto la pressione della minaccia romana, seppero trovare una guida riconosciuta nella figura di Vercingetorige. Successivamente la Gallia venne ripartita in varie province facenti parte dell'Impero Romano e i Galli vennero sottoposti a un intenso processo di latinizzazione; i segni peculiari della civiltà gallica si affievolirono allora progressivamente e sopravvissero solo in alcuni ambiti: la cultura materiale di La Tène scomparve all'inizio del I secolo d.C., l'uso della lingua gallica divenne marginale e diffuso specialmente nelle campagne e in zone recesse della Gallia, confinato a testi religiosi (di cui eminente esempio è il calendario di Coligny), a vantaggio dell'ascesa del latino nella regione. I pantheon gallici sopravvissero parzialmente, talvolta mescolati, anche a causa della tendenza sincretistica della religione romana, con divinità greche e romane che si imposero poi nei culti pubblici delle città gallo-romane soggette al potere di Roma e integrate nelle province della Gallia. La fusione tra la cultura gallica e quella romana diede origine alla cultura ibrida gallo-romana, sostrato fondamentale della lingua e della cultura francesi.

## Etnonimo
Il termine latino Galli è strettamente correlato al termine greco Galatai (Γαλάται), etnonimo attestato sin dal III secolo a.C. e che i Greci riferivano alle tribù celtiche che invasero la Tracia spingendosi con una serie di spedizioni fin nel cuore della Grecia e in Anatolia, dove fondarono il regno di Galazia. Per l'elemento Gal- è stata ipotizzata una derivazione dalla radice celtica *gal- ("potere", "forza"), con probabile estensione nasale *gal-n-, o dalla radice indoeuropea *kelH- ("essere elevato"). In entrambi i casi, trattandosi di un attributo positivo, potrebbe essere stato un endoetnonimo, anche se probabilmente riferito ad un singolo gruppo cui appartenevano le tribù celtiche spintesi nella penisola balcanica e nel centro della Turchia, piuttosto che all'intero popolo dei Celti.
Il termine Celti (in latino Celtæ) con cui oggi indichiamo l'intero popolo condividente la stessa origine etnica, culturale e lo stesso fondo linguistico, deriva dal greco Keltoi/Κελτοί (Ecateo Milesio ed Erodoto) o Keltai/Κέλται (Aristotele e Plutarco), che è il primo attestato etnonimo riferentesi ai Celti nel momento in cui i Greci vi vennero a contatto alla fondazione della colonia greca di Massalia, l'odierna Marsiglia. Probabilmente anche il termine Celti era proprio di una singola tribù dell'area dell'odierna Francia meridionale, poi applicato per estensione a tutte le genti affini.
Seguendo il metodo comparativo-ricostruzionistico, la radice più probabile sembra ad ogni modo essere quella protoindoeuropea *kelh₂-, col significato di "colpire, rompere": a sostegno di questa tesi, oltre al medio irlandese cellach "conflitto, scontro", si possono citare la radice post-IE *kellāko- "contesa, guerra"; il teonimo gallico Su-cellos ("buon colpitore", nome della divinità celtica dell'agricoltura, delle foreste e delle bevande alcoliche: Sucellos); la radice protoceltica *klad-ye-ti "combattere, pugnalare" (da cui l'irlandese claidh e il gallese claddu; il latino gladius è dal gallico *kladyos, termine derivato dal protoceltico *kladiwos, formato da *kladyeti + *-wos), la cui prima parte protoindoeuropea *kl̥(dʰ)- può, attraverso la sonorizzazione di *k- in *g- (testimoniata dall'oscillazione kel-/gal-) e la metatesi di *-a-, frutto dell'evoluzione della sonante *-l̥- (ottenuta dal grado apofonico zero della radice *kel-) in *-la-, connettere sia la radice di Galli che quella di Celtæ, anche perché Galli/Galatæ sembra esito più recente di Celtæ (confermando il passaggio linguistico) e può essere stato nome di alcune tribù più vicine al mondo greco-romano (i Galli erano innanzitutto i Celti d'Italia e di Brenno contro cui i Romani combatterono agli inizi, mentre i Γαλάται erano le ondate che i Greci avevano contrastato nel periodo ellenistico e i gruppi che avevano dato origine al regno di Tylis e al regno della Galazia).
In conclusione, non si conosce realmente l'endoetnonimo con cui i Celti erano soliti chiamarsi in quanto popolo unito sotto l'aspetto linguistico, culturale, etnico e sociale, e nemmeno se avessero una vera coscienza nazionale e un etnonimo dedicato alla loro totalità.

## Storia

### Le origini

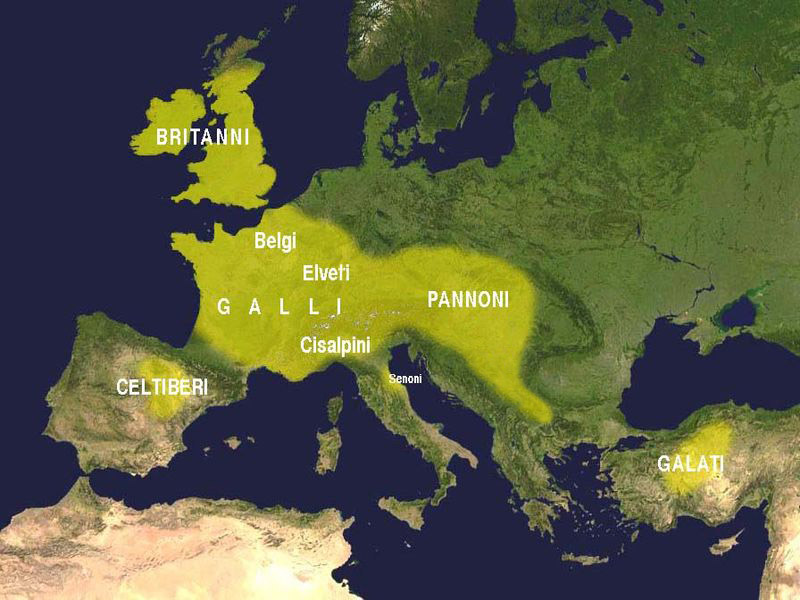
La diffusione dei Celti in Europa all'epoca dell'apogeo della loro civiltà (III secolo a.C.).

I Celti, probabilmente formatisi come popolo indoeuropeo a sé stante in un'area dell'Europa centrale compresa tra le attuali Germania meridionale e Francia orientale in seno alla cultura dei campi di urne (XIII - metà dell'VIII secolo a.C.), si espansero fino alle coste atlantiche dell'odierna Francia e lungo il corso del Reno tra i secoli VIII e V a.C., nel corso dell'Età del Ferro (culture di Hallstatt e di La Tène). Più tardi, a partire dal 400 a.C. circa, penetrarono nell'odierna Italia settentrionale, anche se lo storico Tito Livio riporta di invasioni precedenti, come quella semi-leggendaria capeggiata da Belloveso, e l'archeologia testimonia avvenuti contatti e graduali celtizzazioni di popolazioni preesistenti come Reti e Liguri.
La cultura propriamente gallica emerse gradatamente tra le culture celtiche nel corso del I millennio a.C. nella temperie della Cultura di Hallstatt, caratterizzata dalla massiccia diffusione della siderurgia e dal controllo dei commerci con l'area mediterranea e nordeuropea. Si pensa che il protoceltico, con tutte le limitazioni di questo approccio di livellamento delle variazioni sociolinguistiche e geografiche, sia stato parlato proprio all'inizio del I millennio a.C. e che abbia iniziato a frammentarsi verso il VI secolo a.C.
Problematica la datazione dell'espansione celtica nelle Isole Britanniche, da intendersi più come graduale influenza culturale e commerciale sulle popolazioni preesistenti seguita da fusione e occupazione che come invasione militare su larga scala.

### IV-II secolo a.C.

#### L'insediamento nella Gallia cisalpina
A partire dall'inizio del IV secolo a.C., migrazioni di popolazioni celtiche attraversarono a più riprese le Alpi e si installarono nella Pianura Padana. Vennero così a contatto con i Liguri e i Veneti, popoli con i quali si scontrarono e che in parte assorbirono, e gli Etruschi, i quali vennero inizialmente cacciati al di là degli Appennini ma con i quali gli invasori strinsero anche proficue alleanze e favorirono una confluenza culturale, fino ad arrivare in alcuni casi addirittura a miscegenazioni. In seguito continuarono a premere verso sud, tanto che nel 388 a.C. la tribù dei Senoni attaccò e assediò Chiusi e poco più tardi, guidata dal suo rix Brenno, appellativo assunto dai comandanti galli in periodo di guerra, saccheggiò Roma (nel 390 a.C. o, più probabilmente, nel 386 a.C.). Nel 385 a.C. i Senoni si installarono definitivamente nel Piceno settentrionale, colonizzando interamente nel 322 a.C. quello che sarà conosciuto come Ager Gallicus.
In seguito i Galli cisalpini presero parte a varie iniziative militari contro l'ascesa di Roma, dalle guerre sannitiche alle guerre puniche (un forte contingente gallico, specialmente di cavalleria, era presente alla battaglia di Canne), prima di essere assoggettati definitivamente con una serie di operazioni militari condotte dai Romani a cavallo tra III secolo a.C. e II secolo a.C.

#### Il frazionamento della Gallia transalpina

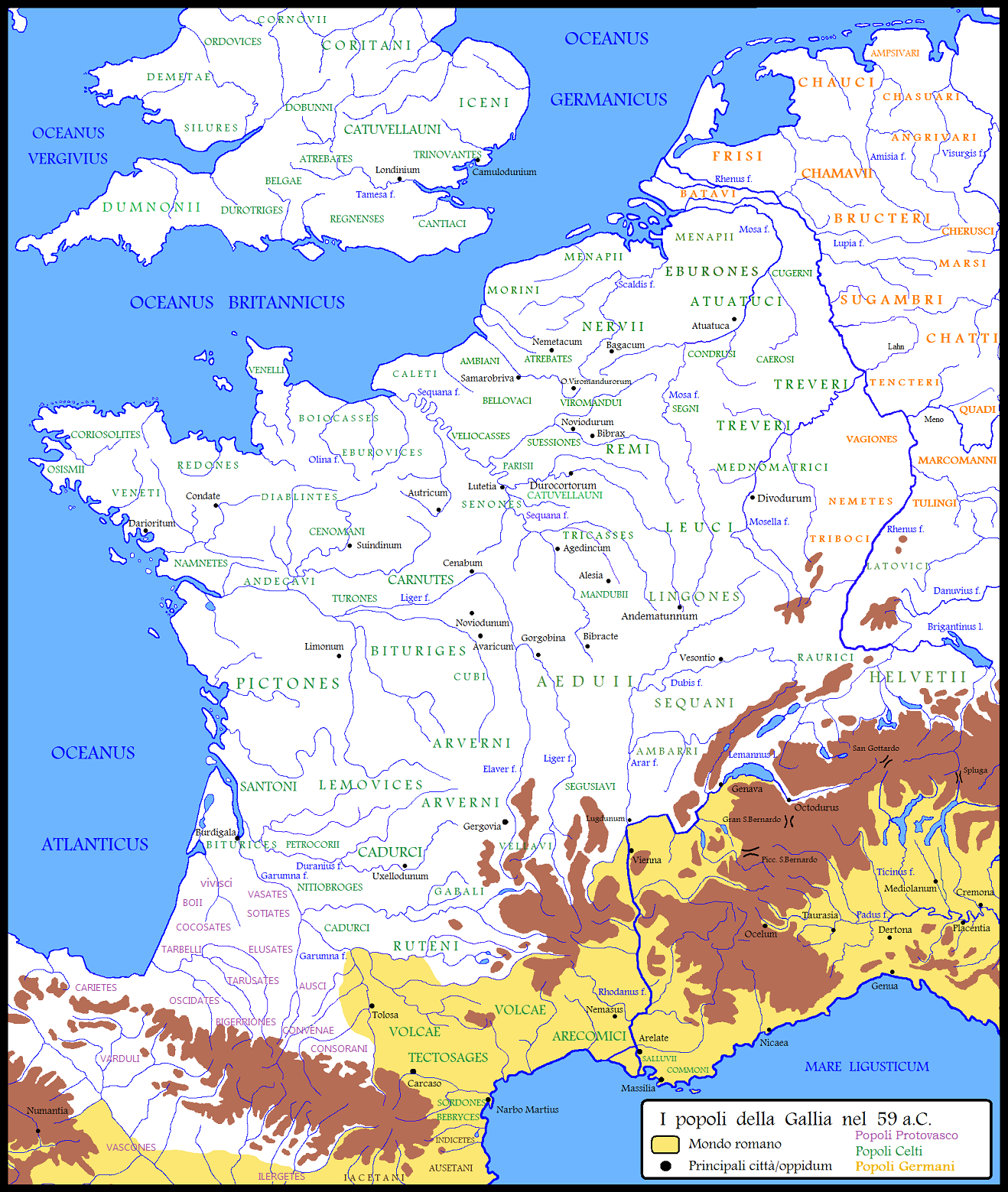
I popoli della Gallia al principio del 58 a.C.

I Galli stanziati al di là delle Alpi o transalpini erano frazionati in numerose tribù. Cesare attesta che al momento delle sue campagne si distinguevano due fazioni, capeggiate rispettivamente dagli Edui e dai Sequani, presto scalzati dai Remi.

### La conquista romana
L'occupazione romana della Gallia cisalpina avvenne in seguito a una serie di battaglie (Sentino, 295 a.C.; Talamone, 225 a.C.; Clastidium, 222 a.C.) condotte contro le varie tribù che appoggiavano volta per volta i nemici di Roma, dagli Italici ai Cartaginesi. Non è nota la data dell'istituzione della provincia della Gallia cisalpina, sottoposta per tutto il II secolo a.C. a un intenso processo di latinizzazione attraverso la creazione di numerose colonie romane, anche se probabilmente avvenne intorno al 90 a.C.: è certo che fu una provincia romana dall'81 a.C. al 42 a.C., quando fu de iure fusa nell'Italia romana come indicato negli inediti Acta Caesaris.
La conquista della Gallia meridionale iniziò attorno al 125 - 121 a.C. con l'occupazione di tutta la fascia mediterranea fra le Alpi liguri e l'Hispania e successivamente venne organizzata in provincia con capitale Narbona (fondata nel 118 a.C.). Figura chiave di questa fase può essere considerato Quinto Fabio Massimo Allobrogico.
Il dominio romano sulla regione poté dirsi compiuto solo nel 58-51 a.C. grazie alle campagne di Giulio Cesare, che sconfisse le tribù celtiche in Gallia e nelle Isole britanniche e descrisse le sue esperienze nel De bello Gallico (in italiano, Sulla guerra gallica o La guerra gallica). In questa guerra Cesare si avvalse anche dell'alleanza di molte popolazioni della Gallia, che ottenne in cambio di una serie di concessioni, successivamente non avallate dal Senato romano; fra queste, l'estensione del diritto latino. Al ritorno dalla guerra, Roma si rifiutò di onorare il patto, dato che l'estensione del diritto latino ai Galli avrebbe comportato il riconoscimento di uno status che li avrebbe quasi equiparati ai cittadini romani. Qualche anno più tardi, fu lo stesso Giulio Cesare, uscito nel frattempo vittorioso dalla guerra civile, che concesse la cittadinanza romana e fece distribuire terre ai veterani galli che lo avevano seguito. Fu sempre Cesare che decise di costituire la prima legione non italica dell'esercito romano, la Legio V Alaudae o Legio Gallica, interamente formata da guerrieri galli.
L'intera regione venne divisa in età augustea in province, che originariamente erano quattro: la Gallia Narbonensis, la Gallia Aquitania, la Gallia Belgica e la Gallia Lugdunensis la cui capitale era Lugdunum (l'odierna Lione).
La situazione della Gallia indipendente era caratterizzata soprattutto dall'assenza di veri e propri centri cittadini, paragonabili a quelli del mondo greco-romano, e dall'organizzazione per tribù, che impediva necessariamente la formazione di una solida struttura statale. Ciò serve a spiegare sia il successo ottenuto da Cesare con forze relativamente esigue, sia l'esito diversissimo della dominazione romana in Occidente rispetto a quella stabilita in Oriente. In Grecia ed in Asia Minore le legioni dell'Urbe poterono imporsi, ma in definitiva la signoria di Roma fu, in quei paesi di antica civiltà, poco più di una lunga parentesi; in Gallia invece la romanizzazione ebbe effetti permanenti ed irreversibili. Inoltre, il contatto col mondo mediterraneo avvenuto principalmente attraverso le spedizioni celtiche nei Balcani favorì quel cambiamento socioculturale che aiutò i Romani in una lenta penetrazione nel mondo gallico che si concluse in conquista, a differenza di quanto accadde poco dopo coi Germani.
Dopo essere stato sottoposto alla crescente pressione da parte delle tribù germaniche a partire dalla metà del III secolo, il dominio romano in Gallia iniziò comunque a crollare nel 406, quando un'orda di Vandali, Alani e Suebi, attraversò il Reno, occupando gran parte della Gallia. Il potere romano sulla regione ebbe definitivamente termine con la sconfitta del governatore Siagrio da parte dei Franchi nel 486.

### I Galli dopo la caduta dell'Impero romano
Nel VI secolo, la Gallia (che inizierà a essere chiamata Francia solo secoli più tardi, come si può notare nella Canzone di Orlando dell'XI secolo) continuava ad essere divisa in tre parti storicamente e culturalmente, come già era stata descritta da Cesare, anche se politicamente arrivava dalla bipartizione in diocesi di Gallia e diocesi delle Sette Province di età dioclezianea. I Franchi, che occupavano in origine solo alcune zone delle attuali Alta Francia e Grand Est, dopo la vittoria su Siagrio nella battaglia di Soissons e dopo aver sbaragliato i Visigoti nella battaglia di Vouillé, riuscirono a occupare la maggior parte del territorio gallico. Inizialmente, un regno visigoto era stato fondato nella regione sudoccidentale - che sarebbe divenuta l'Aquitania, prima abitata da una commistione di Celti e Aquitani - sotto concessione romana al re Walia nel 415 (i Visigoti diventavano così foederati dell'impero), poi i Visigoti conquistarono altre zone della Gallia meridionale e centrale, perse proprio con la suddetta battaglia di Vouillé ad eccezione della Settimania. Mentre nelle aree che sarebbero divenute la Provenza e la Linguadoca una cultura gallo-romana continuò almeno fino all'epoca di Gregorio di Tours, tutta la Gallia manteneva una popolazione composta per la maggior parte di gallo-romani e dominata da un ceto aristocratico franco e goto.
Da citare anche il secondo regno dei Burgundi, alla fine inglobato nel regno franco, e l'occupazione della Bretagna da parte dei profughi britannici che scamparono alle invasioni anglosassoni della Britannia, portatori di una lingua brittonica che diverrà il bretone.

## Organizzazione politica

### Il popolo
Nel De bello Gallico, Cesare descrive la popolazione gallica come un insieme di numerose tribù che si comportano ognuna da stato autonomo in una sorta di organizzazione "a città-stato", tuttavia la situazione non era così semplice, e neanche recente, dato che è attestata già dai tempi dell'arrivo dei coloni focesi in Gallia nel sito di Massalia.
L'unità di base era il popolo, touta in gallico, che poteva includere da qualche decina a qualche migliaia centinaia di persone. Tuttavia nessun popolo riuscì a crescere così tanto da poter controllare tutta la Gallia. Sembra invece che questo frazionamento fosse incentivato, dato che ogni tribù era divisa in 2-3 pagus, entità etniche che mantenevano in parte una propria autonomia culturale, militare ed economica. L'origine di questo sistema è dovuta al funzionamento della vita politica: gli abitanti (solo quelli con il diritto di voto) praticavano una democrazia diretta, e partecipavano alle assemblee pubbliche, in cui non erano presenti più di un migliaio di partecipanti. Una comunità civica comprendente tutti i pagus, molto più numerosa, avrebbe richiesto un sistema di elezione indiretta, tramite l'utilizzo di funzionari, e quindi molto più complesso. A questo si aggiunge il fatto che i galli avessero rapporti clientelari e parentali piuttosto primitivi, preferendo avere rapporti con persone strette, come amici, familiari, padroni, vassalli o nemici. In più i galli non vollero mai delegare ad altri dei settori considerati sacri, come la guerra, la gestione delle terre e delle ricchezze.

### La figura delrixe la sua evoluzione
I grandi aristocratici dell'inizio del I millennio a.C. godevano di un'autorità data solo dalle loro terre e ricchezze, e che venne presto messa in discussione dai capi dei guerrieri, capaci di condurre in guerra l'esercito e di combattere al loro posto. I re gallici conservavano il loro potere fino a quando erano in grado di armare e pagare i guerrieri al loro servizio.
Gli storici classici a volte associavano questa figura, chiamato in gallico rix, alla figura del re (rex in latino), tuttavia la sua funzione non era quella di un re in senso moderno, ma era più simile a quella di una guida spirituale, circondata dalla casta sacerdotale druidica. Il rix spesso proveniva dalle famiglie aristocratiche, ma raramente il potere veniva trasmesso per via ereditaria (trasmettendo quantomeno un'idea di meritocrazia), e se questo avveniva la scelta era contestata dal popolo. Accadeva, inoltre, che gli aspiranti al trono venissero spesso messi a morte. Presso molte tribù i rix vennero sostituiti da magistrati civili e militari, che forse conservavano il titolo ma venivano eletti dai loro pari in un'assemblea inter pares, e nacque allora all'interno di varie tribù, con ruolo particolarmente importante presso gli Edui, la figura del vergobret, citato da Cesare e analizzato nel suo ruolo più volte all'interno dell'opera.

## Economia

### Agricoltura
L'agricoltura divenne a partire dal III secolo un'attività di intenso sfruttamento del territorio, soprattutto nel nord della Gallia.
Venivano coltivate principalmente leguminose e cereali come orzo, farro, spelta, piselli e fave. La fertilità in quest'area era assicurata dalla marnatura e la concimazione.
All'inizio ogni campo veniva seminato di 2-3 o tre specie diverse per ovviare alla distruzione di una cultura da parte di possibili malattie o condizioni climatiche avverse. In seguito quando gli agricoltori ebbero a disposizione tecniche più sicure, si iniziò a praticare la monocultura.

### Allevamento
I recinti presso i galli svolgevano funzione agricole, politiche e religiose, e vennero inizialmente usati per la pastorizia, gli animali erano tenuti lontani dalle abitazioni, dai campi, e dai boschi, in cui si intendeva utilizzare gli alberi. Per cause religiose l'allevamento si impose sulla caccia.
Gli animali selvatici non rientravano nell'alimentazione ed erano considerati sacri e di proprietà degli dei, solo alcuni nobili potevano cacciare la selvaggina e rispettando delle rigide regole; le prede venivano conteggiate e chi le aveva abbattute doveva, a seconda del tipo di animali e in base al numero di animali presi, fare un'offerta alla divinità a cui si riteneva aver sottratto l'animale. È possibile che la ricchezza personale fosse determinata dalle mandrie, e il fatto che gli animali pascolassero su delle terre faceva sì che anche le terre fossero di proprietà dell'allevatore di quel bestiame.
Gli animali più allevati erano maiali, capre, pecore, buoi; la carne dei primi tre era quella più consumata, mentre i buoi utilizzati per arare i campi, venivano consumati solo dai ricchi o in occasioni speciali. Diverse razze di cane erano allevate in base allo loro funzione: c'erano cani da guerra, e cani da caccia come i levrieri. La carne di cane era consumata spesso e la pelle veniva utilizzata per coprire letti e pavimenti.

## Società

### La donna
La condizione delle donne galliche era decisamente migliore di quelle romane e greche: occupavano una posizione riconosciuta, e Cesare documenta che avevano un'indipendenza finanziaria ed erano padrone delle loro vite. Potevano divorziare, e se il marito moriva recuperavano la loro dote con aggiunta degli interessi prodotti dagli anni di matrimonio. Questa condizione riguardava solo le donne di classe agiata e si spiega con l'importante ruolo che possedevano all'interno della loro famiglia. Inoltre erano le donne a dirigere i terreni dei nobili mentre i mariti erano impegnati in guerra per buona parte dell'anno. Le donne si occupavano dei lavori agricoli più degli uomini. Secondo quanto riporta Plutarco, i Galli (probabilmente solo alcune tribù) facevano partecipare le donne alle assemblee nel caso di questioni belliche e di trattati di pace.
La funzione politica delle donne era perlopiù indiretta: erano queste con i loro matrimoni a suggellare le unioni tra diversi popoli.

### Organizzazione sociale
La struttura sociale articolata in tre classi: i guerrieri, i liberi (allevatori e agricoltori) e i sacerdoti, o druidi. Al di sotto di questi membri veri e propri del popolo, pare esistessero anche schiavi. Come tutti gli antichi popoli indoeuropei (e, in particolare, quelli celtici dei quali rappresentavano un ramo), si ripartivano in gruppi familiari; il padre aveva diritto di vita e di morte sulla moglie e sulla prole e i figli potevano presentarsi a lui solo nell'età di imbracciare le armi. I funerali, sfarzosi, prevedevano la cremazione mediante pire, nelle quali venivano gettati anche oggetti e animali cari dal defunto.
Le famiglie erano a loro volta raccolte in numerose tribù. A capo delle tribù l'assemblea del popolo in armi eleggeva un re (rix in gallico, usato come suffisso), mentre i rapporti tra le tribù erano tenuti principalmente dai druidi.

#### La "plebe"
La base della piramide sociale era costituita da persone provviste di diritti, almeno formalmente e inizialmente, ma che a causa del frequente indebitamento si riducevano presto a una condizione servile, che Cesare definisce "plebea". Passati sotto servizio del ceto dominante, perdevano ogni voce in capitolo nelle decisioni politiche, ridotti al rango di schiavi.

#### I guerrieri
Il potere politico e - soprattutto - militare era appannaggio della classe dei guerrieri, che si mobilitava in massa nelle frequenti scaramucce che opponevano tribù a tribù. Unica virtù riconosciuta da questo ceto è quella militare. I Galli, pur essendo dei guerrieri coraggiosi, mancavano delle qualità essenziali perché l'esercito potesse prevalere sulle armate romane: la disciplina, l'organizzazione e l'unità di comando. In quest'ultimo caso è raro il caso di Vercingetorige a cui fu affidato il comando supremo nel corso dello scontro con i Romani durante la conquista della Gallia da parte di Gaio Giulio Cesare. Gli eserciti gallici, di norma, non erano omogenei. Al contrario, ognuna delle tribù che li componevano, si batteva prima di tutto per i propri interessi. Erano, infatti, individualisti ed indisciplinati, anche se dotati di un coraggio non comune, tanto da essere riusciti in più occasioni a battere gli stessi Romani. La cavalleria era considerata il reparto d'élite e i suoi componenti portavano una cotta di maglia di ferro o un'armatura in cuoio, oltre ad uno scudo di dimensioni inferiori rispetto a quello della fanteria, che al contrario era molto grandi e composti di assicelle di legno, vimini intrecciati e ricoperti di cuoio. Erano inoltre armati, come la fanteria, di una lunga spada ed una lancia. I cavalli erano dotati, inoltre, di ferri o di zoccoli mobili di metallo, fissati con stringhe di cuoio. Alcuni fanti indossavano sul petto piastre di ferro, mentre altri combattevano nudi. Le lunghe spade che portavano erano ancorate a catene di ferro o bronzo, che pendevano lungo il loro fianco destro, e le loro lance avevano delle punte di ferro della lunghezza di un cubito e di poco meno di due palmi di larghezza, e i loro dardi avevano punte più lunghe delle spade degli altri popoli.

#### I druidi
I sacerdoti, o druidi, erano incaricati delle funzioni religiose, dei sacrifici - sia pubblici sia privati - e dell'interpretazione delle norme religiose, secondo la dottrina elaborata in Britannia e appresa dai druidi attraverso appositi viaggi di istruzione. Ricoprivano inoltre il ruolo di insegnanti e di giudici ed erano fortemente legati tra loro, indipendentemente dall'appartenenza alle varie tribù. Tali rapporti erano cementati dagli annuali convegni druidici, ospitati dalla Foresta dei Carnuti, ritenuta il centro della Gallia.
Esentati dai tributi e dal servizio militare, i druidi erano i depositari della cultura tradizionale dei Galli, tramandata oralmente in forma poetica, e dello studio degli astri e dei loro movimenti, della grandezza del mondo e della terra, della natura delle cose, della forza e potestà degli dei immortali.

### Aspetto fisico
Descritti dalla fonti classiche come di costituzione fisica alta e robusta (che secondo i parametri dei Romani si aggirava intorno al metro e settanta), spesso con occhi, pelle e capelli chiari, i Galli indossavano tuniche dai colori sgargianti e brache di lana.
Lo storico greco Diodoro Siculo li descrive così: «Eccedono di molto le dimensioni comuni, il loro aspetto è terribile, sono alti di statura, con una muscolatura guizzante sotto la pelle chiara. Hanno i capelli biondi di natura e quando ciò non avviene se li schiariscono lavandoli in acqua di gesso. Taluni si radono la barba, altri ostentano guance rase e baffi che coprono l'intera bocca».
Similmente scriveva lo storico romano del tardo impero Ammiano Marcellino: «Quasi tutti i Galli sono di statura alta, carnagione chiara e arrossata: terribili per la severità dei loro occhi, molto litigiosi e di grande orgoglio e insolenza. Un intero squadrone di stranieri non sarebbe in grado di resistere a un solo gallo se questi chiamasse in sua assistenza sua moglie, che è in genere molto forte e dagli occhi azzurri.»

### Abbigliamento
I Galli adottarono l'uso delle brache probabilmente ispirandosi ai pantaloni a sbuffo degli Sciti. Come tessuto per i vestiti erano utilizzati fili di lana intrecciata per l'inverno, e la tela per la stagione calda.
Come mantello utilizzavano il caratteristico cucullus. Gli abiti erano molto adatti al lavoro all'aperto, e vennero rapidamente adottati dai romani, prima dall'esercito e poi dai contadini. Esistevano diversi tipi di calzature che rispondevano alle condizioni climatiche della Gallia, erano utilizzate scarpe chiuse, stivali e anche particolari sandali, chiamati gallicae e più tardi calligae dai romani, il quale diventeranno una delle calzature più famose utilizzate da questi.

### Stile di vita
A cause di pratiche religiose, la vita in Gallia era molto semplice: le case erano molto semplici, dall'aspetto spartano. La maggior parte della giornata veniva passata all'aperto, si stava in casa solo per mangiare durante l'inverno, e per dormire. L'intrattenimento, come inteso da greci e romani, era quasi inesistente: la gran parte del tempo era dedicata al lavoro o a specifiche feste religiose o adunate ludiche. Solo i nobili oziavano, con tenute di caccia, l'esercizio fisico, o frequenti banchetti, in questo modo potevano allontanare lo stress dell'attività bellica.
Gli aristocratici erano portati spesso a viaggiare, anche molto lontano, sia per la guerra che per rapporti diplomatici, le plebe invece conosceva solo il territorio ristretto in cui lavorava, e quello appena più grande in cui si svolgevano le feste religiose e le assemblee politiche.

### Guerra
La guerra ha rivestito sin dall'inizio un'importante attività dei celti, nei tempi più antichi fu la guerra ad unire le molte comunità di pochi individui, che agivano in modo autonomo. Per resistere ad invasioni straniere era necessario dotarsi delle armi e i metalli dei vicini, i cavalli e successivamente del denaro per pagare i guerrieri.
La guerra era un potente mezzo economico per procurarsi le risorse che mancavano al proprio territorio, e ogni tribù aveva bisogno di uno o dell'altro: ad esempio, le terre molto fertili erano a corto di risorse minerarie, mentre nelle zone montuose, ricche di metalli, scarseggiavano le terre coltivabili. La guerra era un modo di compensazione la mancanza di risorse o per ottenere denaro per compensarle.
Nel tempo di un millennio l'attività bellica si era generalizzata, e per una parte della popolazione era diventata un'istituzione culturale, uno stile di vita. Tutta la vita, dall'infanzia alla morte era organizzata in base alla guerra, e tutte le altre attività passavano in secondo piano.

#### Armamento

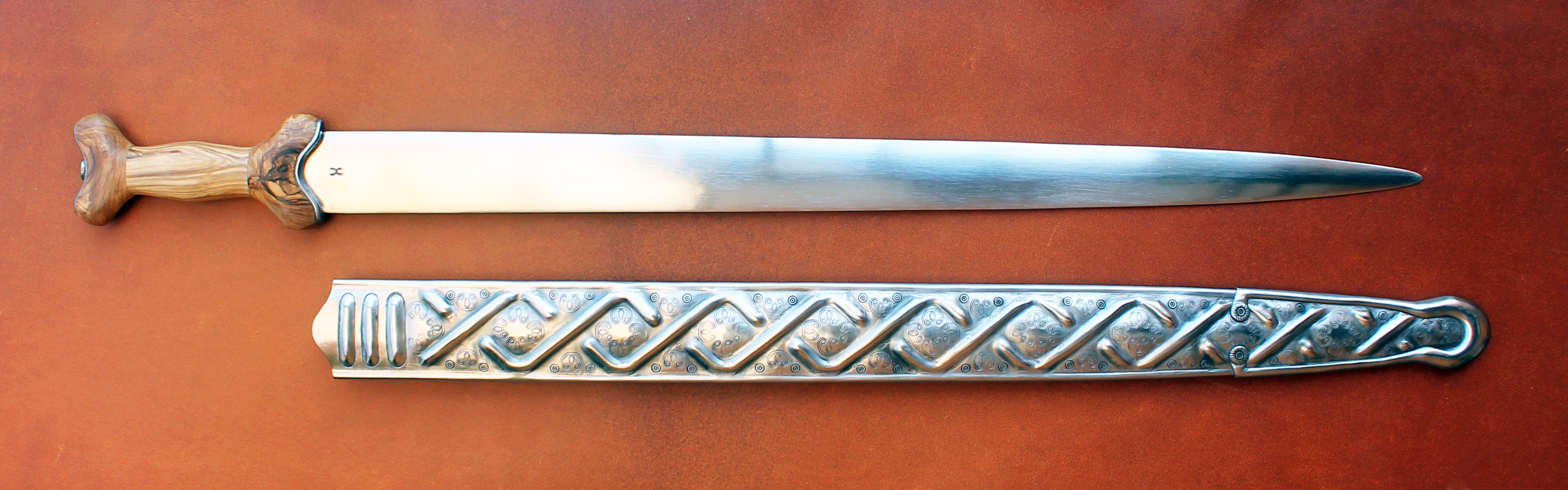
Replica della spada con fodero sbalzato e decorato da Saliceta S. Giuliano, Museo civico di Modena

La spada venne utilizzata principalmente di punta fino al III secolo, quando si allungò e la punta venne smussata per essere usata più efficacemente dai cavalieri. La spada era riposta in un fodero in metallo, spesso riccamente decorato con articolate incisioni. Il fodero era assicurato ai fianchi da una cintura di cuoio che terminava vicino al fodero con degli anelli di bronzo e poi di ferro. L'arma più diffusa era la lancia che poteva essere da urto, da lancio (come un giavellotto), oppure con entrambe le due funzioni Erano anche utilizzate archi e fionde come armi da getto. Lo scudo, di forma ovale o quadrangolare era costruito in principalmente in materiali organici di origine animale e vegetale, solo la spina, che si trovava dietro l'impugnatura era rivestita da una parte in metallo: l'umbone.
Gli elmi originariamente erano utilizzati solo dai più ricchi e avevano funzione decorativa principalmente, come protezione del torace erano usate armature come la lorica hamata, corazza fatta ad anelli metallici uniti tra loro, simile ad una cotta di maglia, che venne poi utilizzata dai romani.

## Religione
I Galli erano politeisti, e adoravano un vasto pantheon di divinità legate alla natura e alle virtù guerriere. Sacerdoti erano i druidi; essi non si limitavano a essere il collegamento tra gli uomini e gli dei, ma erano anche responsabili del calendario e guardiani del "sacro ordine naturale", oltre che filosofi, scienziati, maestri, giudici e consiglieri del re. La fede nella trasmigrazione delle anime si traduceva in un'attenuazione della paura della morte, che a sua volta rafforzava il valore militare dei guerrieri.
La forte religiosità dei Galli, testimoniata da Cesare, si manifestava anche di fronte alle malattie e nelle guerre, quando i guerrieri facevano voto della propria vita e si affidavano, per l'esecuzione del sacrificio, ai druidi. A monte di questo atteggiamento era la credenza che soltanto un sacrificio umano potesse placare l'ira degli dei. L'esecuzione del sacrificio prevedeva, presso alcune tribù, la realizzazione di grandi pupazzi di vimini, al cui interno venivano poste le vittime e quindi incendiati; le persone ritenute più adatte a tale scopo erano i rei di furto, rapina o altri crimini, ma in caso di necessità si ricorreva a innocenti.
Nel pantheon gallico, Cesare testimonia il particolare culto attribuito al dio che assimila al romano Mercurio, forse il dio celtico Lugus. Era l'inventore della arti, la guida nei viaggi e la divinità dei commerci. Altre figure di rilievo tra gli dei gallici erano "Apollo" (Belanu, il guaritore), "Marte" (Toutatis, il signore della guerra), "Giove" (Taranis, il signore del tuono) e "Minerva" (Belisama, l'iniziatrice delle arti).

## Diritto
Il diritto matrimoniale gallico prevedeva un patrimonio comune tra gli sposi, determinato dalla somma della dote della moglie e di un equivalente esatto in denaro portato dal marito. Il patrimonio veniva amministrato congiuntamente; in caso di vedovanza, l'intero ammontare, incluse le rendite maturate, spettava al coniuge superstite.
La giustizia veniva amministrata dai druidi, che avevano piena discrezionalità sulla segretezza delle sentenze

## Lingua
I Galli parlavano una lingua celtica continentale, il gallico, frazionata in vari dialetti (tra i quali il Leponzio, parlato in Gallia cisalpina, l'odierna Italia settentrionale). La lingua è nota grazie ad alcune centinaia di iscrizioni su pietra e su vasi di ceramica e altri manufatti; le più antiche sono in alfabeto greco (costa meridionale dell'odierna Francia) e in alfabeto italico (Gallia cisalpina), mentre a partire dal II secolo a.C. inizia a prendere il sopravvento l'alfabeto latino.

## Cultura

### Letteratura
I Galli possedevano una peculiare tradizione poetica, affidata alla memoria dei druidi. Ritenendo infatti illecita la trascrizione di questa sapienza, e volendone preservare la segretezza, la tramandavano esclusivamente per via orale, dedicando a questo compito molti anni di studio e l'impiego di mnemotecniche. Secondo la testimonianza di Cesare nei Commentarii De bello gallico, i Druidi evitavano la scrittura principalmente per due ragioni: in primo luogo, non volevano che le norme che regolavano la loro organizzazione si diffondessero nel volgo; in secondo luogo, non volevano che i discepoli le studiassero con minor diligenza, confidando negli scritti e, pertanto, non tenendo in esercizio la memoria. L'uso della scrittura - in alfabeto greco fino a Cesare, in quello latino dopo la conquista romana - era riservato alle funzioni pratiche, non certo ai loro sacri precetti.

### Arte

#### Architettura

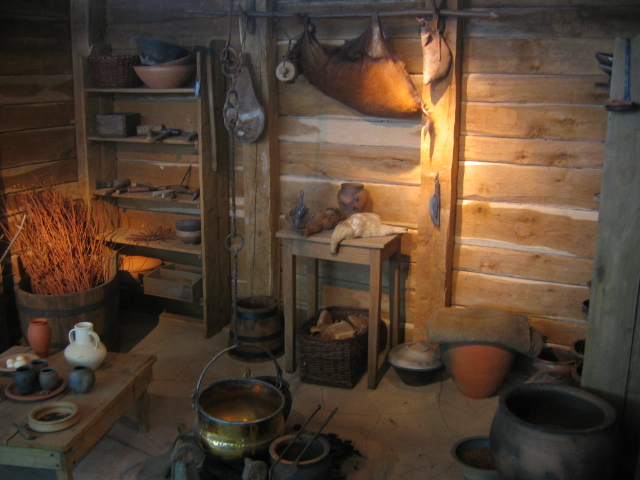
Ricostruzione di un'abitazione gallica.

Gli insediamenti abitativi sorgevano generalmente sopra sommità di facile difesa. In gallico erano chiamati dunon. Si trattava di fortezze di collina, secondo uno schema tipicamente indoeuropeo, che Cesare chiamava oppidum; le mura erano costruite con la tecnica del murus gallicus.

#### Oreficeria

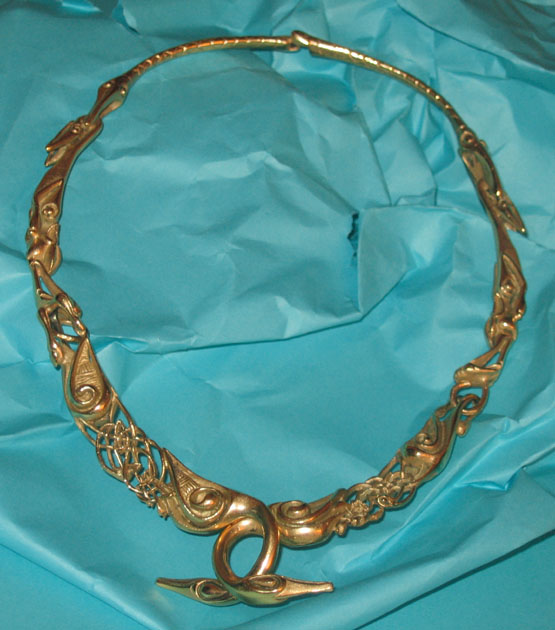
Esempio di torque gallico (riproduzione in bronzo).

L'arte orafa gallica raggiunse elevati livelli qualitativi, come testimoniano per esempio i pregiati collari o bracciali propiziatori (i torque).

## I Galli nella cultura moderna
Una rappresentazione vivida ed efficace dei Galli, anche se storicamente poco attendibile, è stata realizzata da René Goscinny e Albert Uderzo nelle loro avventure a fumetti dedicate ad Asterix il gallico.

### Fonti primarie
- Gaio Giulio Cesare, De bello Gallico;
- Polibio, Storie;
- Strabone, Geografia, libri III (Iberia), IV (Gallia), V (Gallia Cisalpina);
- Cornelio Tacito, Germania;

### Letteratura storiografica
- Peter Berresford Ellis, L'impero dei Celti, Casale Monferrato, Piemme, 1998, ISBN 88-384-4008-5.
- (EN) Maureen Carroll, Romans, Celts & Germans: the german provinces of Rome, Charleston, 2001, ISBN 0-7524-1912-9.
- Venceslas Kruta, Valerio Massimo Manfredi, I Celti d'Italia, Milano, Mondadori, 2000, ISBN 88-04-43640-9.
- Venceslas Kruta, I Celti, Milano, 2007, ISBN 978-88-95363-15-8.
- André Piganiol, Le conquiste dei Romani, Milano, Net, 2002, ISBN 88-04-32321-3.
- Marta Sordi, Scritti di storia romana, Milano, Vita e Pensiero, 2002, ISBN 88-343-0734-8. Cfr. La simpolitia presso i Galli (cap. III); Sulla cronologia liviana del IV secolo (cap. IX); Ancora sulla storia romana del IV secolo a.C.
- Francisco Villar, Gli Indoeuropei e le origini dell'Europa, Bologna, Il Mulino, 1997, ISBN 88-15-05708-0.
- Peter Wilcox; Angus McBride. Gallic e British Celts, in Rome's Enemies vol. II, Oxford, 1985, ISBN 9780850456066.

### Contesto storico generale
- Celti
  - Tribù celtiche
- Gallia
- Ager Gallicus

### Rapporti con Roma
- Alleanze tra i Galli e Siracusa
- Conquista della Gallia
- Gallia Aquitania
- Gallia Belgica
- Gallia Cisalpina
- Gallia Lugdunense
- Gallia Transalpina